# Dicranomyia ovalistigma
Dicranomyia ovalistigma är en tvåvingeart som först beskrevs av Alexander 1951.  Dicranomyia ovalistigma ingår i släktet Dicranomyia och familjen småharkrankar. Inga underarter finns listade i Catalogue of Life.